# Marcello Gigante
Marcello Gigante (Buccino, 20 gennaio 1923 – Napoli, 23 novembre 2001) è stato un filologo classico, bizantinista e papirologo italiano.
È stato uno dei più importanti papirologi italiani del dopoguerra, e, in senso lato, studioso delle antichità classiche e bizantine.

## Biografia
Si diplomò nel 1940 presso il Liceo Classico "Marco Tullio Cicerone" di Sala Consilina (SA).
Compì i suoi studi universitari a Napoli, ottenendo, nel 1944, la laurea in Letteratura greca discutendo, con Vittorio De Falco, una tesi sulle Elleniche di Ossirinco, nella quale ebbe quale correlatore Giovanni Pugliese Carratelli, divenuto in seguito suo collega di studi e amico nella vita.
Nel 1949 iniziò la carriera di insegnante di lettere latine e greche presso il Liceo classico Antonio Genovesi di Napoli.
Vinse il concorso a cattedra di Letteratura greca nel 1957. Tre anni dopo fu chiamato all'Università di Trieste, dove insegnò Filologia bizantina e Storia della Filosofia antica. Nel 1966 successe a Leonardo Ferrero (morto il 31 dicembre dell'anno prima) nella carica di Preside della Facoltà di Lettere dell'Università di Trieste. Da preside, fu artefice del conferimento della laurea honoris causa a Giuseppe Ungaretti.
Tornato a Napoli nel 1968, vi insegnò grammatica greca e latina e, dal 1981 fino al collocamento fuori ruolo, letteratura greca. Nell'Ateneo fridericiano ricoprì anche, dal 1971 al 1983, la cattedra di Papirologia ercolanese, da lui stesso istituita. Collocato fuori ruolo nel 1993, nel 1998 fu nominato Professore Emerito.

### La scuola di Papirologia ercolanese
A Napoli dispiegò le sue doti organizzative nella creazione di un retroterra istituzionale e culturale che vedesse il nascere e il consolidarsi, nell'ateneo napoletano, di una tradizione scientifica votata allo studio dei papiri provenienti dalla città di Ercolano. Tappe di questa sua azione furono la creazione, nel 1969, del Centro internazionale per lo studio dei papiri ercolanesi (C.I.S.P.E.) e, nel 1971, l'istituzione dell'insegnamento di Papirologia ercolanese e la fondazione della rivista Cronache ercolanesi.
Potenziò inoltre l'Officina dei papiri ercolanesi che ha sede nella Biblioteca nazionale di Napoli, a Palazzo Reale, dotandola di moderna strumentazione per la lettura e conservazione dei papiri carbonizzati. L'Officina gli è oggi intitolata. Grazie alla sua opera oggi possiamo disporre di un archivio digitale dell'intera biblioteca ercolanese, ottenuto con tecniche di imaging multispettrale, costituito da oltre 35.000 foto digitali di qualità.
È rimasto insoddisfatto il suo impegno verso una ripresa degli scavi nella villa dei Papiri, evento a cui associava la fondata speranza di preziosi e ulteriori ritrovamenti.

### Attivismo culturale
Di lui è stato detto che: «I suoi interessi scientifici sono stati molto vasti, senza limiti di tempo o di spazio o di tipologie, giacché egli credeva profondamente nell'unità della civiltà classica».
E in nome di questa sua visione unitaria Marcello Gigante profuse il suo impegno e le sue energie per una diffusione della cultura classica: "grecista" di professione, fu in realtà un "antichista" nel senso più ampio del termine proponendo decisivi contributi storico-filologici anche nel campo della letteratura latina e della ricezione dei classici nelle letterature moderne. Il suo magistero non si limitò ai confini accademici: Gigante, infaticabilmente, svolse conferenze in licei e associazioni culturali, ovunque fosse invitato, anche nei più impervi centri di provincia, spendendo in senso umanistico la fama e il prestigio internazionalmente riconosciuti alle sue ricerche.
Fu anche presidente dell'Associazione italiana di cultura classica che, per effetto della sua azione, ha conosciuto un incremento dell'attività e delle adesioni.

## Attività di ricerca
Il principale campo di ricerca fu la letteratura greca, dalla classicità a Bisanzio, e la filosofia greca, specialmente quella epicurea.
I due aspetti trovarono un naturale punto d'incontro negli ampi studi di letteratura filosofica greca, con particolare predilezione per l'epicureismo e l'epicureo Filodemo di Gadara (sia le opere filosofiche, preservate dai papiri ercolanesi, sia gli epigrammi) e le Vite dei Filosofi di Diogene Laerzio (di cui produsse una celebrata traduzione italiana); in anni giovanili curò una edizione con testo critico e traduzione de La Costituzione degli Ateniesi dello Pseudo-Senofonte e una monografia sui rapporti che intercorrevano tra morale, forza e diritto nel pensiero greco.
Nel campo degli studi bizantini, pubblicò in edizione critica una antologia di poeti bizantini dell'Italia meridionale, gli Anacreontica di Sofronio di Gerusalemme, i giambi di Eugenio di Palermo e, in editio princeps, il Saggio critico su Demostene e Aristide di Teodoro Metochites, oltre a vari studi su Massimo Planude e la sua traduzione del Somnium Scipionis ciceroniano. Il Gigante bizantinista contribuì decisivamente a sfatare il mito di Bisanzio come pallido tramonto della civiltà greca, che poggiava sulla severa stroncatura di Giorgio Pasquali.
Con il ritorno a Napoli, Gigante si occupò sempre più da vicino di papirologia ercolanese: fece istituire l'insegnamento all'Università «Federico II», fece aprire il Centro internazionale per lo studio dei papiri ercolanesi (oggi a lui intitolato) e creò un periodico espressamente dedicato ai contributi allo studio della biblioteca epicurea di Ercolano e una collana dedicata ai testi di interesse epicureo di maggior estensione; fece catalogare i reperti, li fece studiare dal punto di vista librario e paleografico, li fece pubblicare. Fu organizzatore del XVIII Congresso Internazionale di Papirologia (Napoli, Ercolano, Sorrento, 1983), nel 1993 di un congresso su Epicureismo greco e romano e, per il 2002, di un colloquio internazionale (I papiri ercolanesi e la storia della filosofia antica; non lo vide a causa della scomparsa, ma fu dedicato alla sua memoria). Accanto ai papiri, destarono il suo interesse i frammenti dei poeti magnogreci (Rintone).
Non trascurò, nelle sue riflessioni, la storia degli studi classici: si occupò infatti del Leopardi filologo, e del 1989 è una raccolta di saggi che abbracciano le figure di grandi studiosi delle discipline classiche (Wilamowitz, Manara Valgimigli, Nietzsche, Girolamo Vitelli, Giorgio Pasquali).

## Vita privata
Nel 1960 sposò Valeria, una sua ex allieva al Liceo Genovesi di Napoli. Ebbero quattro figli: Giulia, divenuta poi traduttrice; Mauro (Trieste 1962 - Napoli 1969); Bruna (Napoli 1970) e Claudio (Napoli 1972).

## Opere

### Principali pubblicazioni
- Nomos Basileus, 1956.
- Diogene Laerzio, Vite dei filosofi, Bari, Laterza, 1962 (traduzione con note e commento, più volte ristampata)
- Teodoro Metochites, Saggio critico su Demostene e Aristide, Milano-Varese, Istituto Editoriale Cisalpino, 1969.
- L'edera di Leonida, 1971 (rist. 2012)
- Rintone e il teatro in Magna Grecia, 1971
- (con Wolfgang Schmid), Glossarium Epicureum di Hermann Usener, 1977
- (con Christian Jensen e Wolfgang Schmid), Saggi di Papirologia ercolanese, Napoli, Morano, 1979
- Catalogo dei papiri ercolanesi, 1979
- Ricerche Filodemee, Napoli, Gaetano Macchiaroli editore, 1969 (2ª ed. 1983)
- Scetticismo ed epicureismo, 1981
- Scritti sulla civiltà letteraria bizantina, 1981
- Frammenti di Ippoboto. Contributo alla storia della storiografia filosofica, in Omaggio a Piero Treves, a cura di Attilio Mastrocinque, Padova, Antenore, 1983, pp. 151–193
- Classico e mediazione. Contributi alla storia della filologia antica, Roma 1989.
- Filodemo in Italia, Firenze, Le Monnier, 1990
- Filodemo nella storia della letteratura greca, Napoli, Memorie dell'Accademia di Archeologia, Lettere e Belle Arti, 1998
- Kepos e Peripatos. Contributo alla storia dell'aristotelismo antico, Napoli, Bibliopolis, 1999

### Pubblicazioni postume
- Il libro degli epigrammi di Filodemo, 2002
- Leopardi e l'antico, 2003
- Scritti sulla poesia greca e latina, 2006